# Mútne
Mútne es un municipio del distrito de Námestovo en la región de Žilina, Eslovaquia, con una población estimada a final del año 2024 de 3249 habitantes.
Se encuentra ubicado al norte de la región, cerca del curso alto del río Váh (cuenca hidrográfica del Danubio), de los montes Tatras y de la frontera con Polonia.

## Demografía
| Año        | 1994 | 2004    | 2014    | 2024     |
| ---------- | ---- | ------- | ------- | -------- |
| Población  | 2562 | 2805    | 2911    | 3249     |
| Diferencia |      | +9,48 % | +3,77 % | +11,61 % |

| Año        | 2023 | 2024    |
| ---------- | ---- | ------- |
| Población  | 3207 | 3249    |
| Diferencia |      | +1,30 % |